# ラリー・プラット
ラリー・プラット"将軍"(英："General" Larry Platt) (1947年8月27日生まれ)は、アメリカのテレビ番組アメリカン・アイドル (シーズン9)のパフォーマンス「パンツ・オン・ザ・グラウンド(ズボンが地面についてるぞ)」(Pants on the Ground)で有名になった公民権活動家である。

## "Pants on the Ground"

### 発端
アメリカン・アイドル第9シーズンのアトランタオーディションで、62歳の活動家ラリー・プラット"将軍"が出場し、腰パンはアホに見えるからズボンを上げろと歌う、オリジナルソング「パンツ・オン・ザ・グラウンド」を披露した。年齢制限の28歳をはるかに上回るために曲を続けることが出来なかったが、

### 反響
プラットの曲はその後、ネット上の流行（インターネット・ミーム）となり、オーディションの放送後数日間に多数の著名人が曲を演奏または歌唱し、一般人が歌ってみた画像も多数動画サイトに投稿された。
深夜のトークショーのホスト、ジミー・ファロンも自身の番組レイト・ナイト・ウィズ・ジミー・ファロンでニール・ヤングを真似ながら「パンツ・オン・ザ・グラウンド」を歌った。NFLのクオーターバック、ブレット・ファーヴも、2010NFLプレーオフのNFC決勝進出を決めたダラス・カウボーイズ戦後のロッカールームで、ミネソタ・バイキングスのチームメイトを率い、大声で「パンツ・オン・ザ・グラウンド」を連呼し、その様子がスポーツニュースで放映された。朝の情報・ニュース番組トゥデイのホストメレディス・ビエイラ (Meredith Vieira) 、マット・ローアー (Matt Lauer) 、アル・ローカー (Al Roker) 、アン・カリーも、一緒に曲を披露した。 カナダニューブランズウィック州の立法府議員 (MLA)  T・J・バーク (T. J. Burke) も、ニューブランズウィック州立法府議会 (New Brunswick provincial legislature) 会期中、野党党首ニューブランズウィック進歩保守党 (PC) デイビッド・アルワード (David Alward) への批判の締めくくりに突然「パンツ・オン・ザ・グラウンド」を歌い、議場は爆笑に包まれた。この映像も広まってしまい、バークにはカナダとアメリカのテレビ・ラジオ局から歌のリクエストが多数寄せられた。
「パンツ・オン・ザ・グラウンド」がアメリカン・アイドルで放送された後、グリーン・ブラザーズのジェラルド・グリーンは、「パンツ・オン・ザ・グラウンド」と同じようなテーマの曲「バック・ポケッツ・オン・ザ・フロアー」(ケツのポケットが床に付いてるぞ)を、1996年に兄弟のヘルマンとともに収録したと発言した。
ジェラルド・グリーンはプラットの批判というよりも、自分の曲を十数年演奏し、すべて自分で考えた曲だと言うメッセージを外に出したかった。

## メディア出演
ラリー・プラット自身も、2010年1月18日にABCのトーク番組ザ・ビューに出演し、曲全体を披露した。また、第52回グラミー賞でもセレモニーの開始前に、プラットがパンツ・オン・ザ・グラウンドを歌った。ロサンゼルスからアトランタに帰る飛行機の中で観客に気付かれ、リクエストされたプラットは機内でも曲を披露した。
その直後に、リリース版用に録音した曲がラジオ局で流されたが、プラットはこのことを全く知らなかった。マネージャーのジェイソン・ミルズ(Jason Mills)が、プラットの許可なく勝手にラジオ局に渡したため、プラットとミルズの間に摩擦が生じた。ミルズによれば、今回は「プロモーション」であり営利目的ではないで問題がなく、ラリー・プラットの許可無く曲をリリースする権利がプロデューサーのカルロス・ソーントン(Carlos Thornton)にあり、ミルズはソーントンの代理を務めていると述べた。

## パンツ・オン・ザ・グラウンド以前
プラットは陸軍元帥(将軍)ではなく、アトランタの公民権活動家である。ニックネーム"将軍"は、彼の英雄的な努力を称えるため、かつてジョージア州の公民権運動で活躍したホウシー・ウィリアムズ (Hosea Williams) から、公民権運動を代表して授けられた。ジョージア州立法府議会 (Georgia General Assembly) は、プラットの「お金に替えられず、計測することも出来ない社会への貢献」と「彼の、平等と無実の者を守るエネルギーと本気さ、そしてジョージア州民とアトランタ地域への類まれな奉仕」から、2001年9月4日に「ラリー・プラット・デー」を定めた。
「パンツ・オン・ザ・グラウンド」を歌ったオーディション中も、プラットは冤罪ではないかと疑われているトロイ・デービス (Troy Anthony Davis) を支持するピンバッジを付けていた。

## 関連事項
- 腰パン
- マーティン・ルーサー・キング・ジュニア